# André André
André Filipe Brás André noto semplicemente come André André (Vila do Conde, 26 agosto 1989) è un calciatore portoghese, centrocampista del Leixões.

## Biografia
Anche il padre António André è stato un calciatore.

## Caratteristiche tecniche
Centrocampista centrale o Trequartista, dotato di una buona tecnica, abile negli inserimenti, possiede inoltre un buon tiro dalla lunga distanza

## Carriera

### Club
André cresce nelle giovanili del Varzim. Nell'estate 2012 approda al Vitória Guimarães. Il 1º luglio 2015 si trasferisce al Porto per 1.5 milioni di euro e firma un contratto di durata quadriennale.

### Nazionale
Nel 2008 ha giocato una partita nella nazionale Under-19.
Il 31 marzo 2015, debutta in nazionale maggiore, nell'amichevole persa (0-2) contro Capo Verde.

## Statistiche

### Presenze e reti nei club
Statistiche aggiornate al 29 settembre 2015.
| Stagione                 | Squadra                  | Campionato               | Campionato | Campionato | Coppe nazionali | Coppe nazionali | Coppe nazionali | Coppe continentali | Coppe continentali | Coppe continentali | Altre coppe | Altre coppe | Altre coppe | Totale | Totale |
| Stagione                 | Squadra                  | Comp                     | Pres       | Reti       | Comp            | Pres            | Reti            | Comp               | Pres               | Reti               | Comp        | Pres        | Reti        | Pres   | Reti   |
| ------------------------ | ------------------------ | ------------------------ | ---------- | ---------- | --------------- | --------------- | --------------- | ------------------ | ------------------ | ------------------ | ----------- | ----------- | ----------- | ------ | ------ |
| 2012-2013                | Vitória Guimarães        | PL                       | 24         | 1          | TP+TL           | 2+2             | 0               | -                  | -                  | -                  | -           | -           | -           | 28     | 1      |
| 2013-2014                | Vitória Guimarães        | PL                       | 26         | 4          | TP+TL           | 2+2             | 0               | UEL                | 6                  | 1                  | SP          | 1           | 0           | 37     | 5      |
| 2014-2015                | Vitória Guimarães        | PL                       | 31         | 11         | TP+TL           | 2+1             | 2+0             | -                  | -                  | -                  | -           | -           | -           | 34     | 13     |
| Totale Vitória Guimarães | Totale Vitória Guimarães | Totale Vitória Guimarães | 81         | 16         |                 | 11              | 2               |                    | 6                  | 1                  |             | 1           | 0           | 99     | 19     |
| 2015-2016                | Porto                    | PL                       | 6          | 1          | CP+CdL          | 0               | 0               | UCL                | 2                  | 1                  | -           | -           | -           | 8      | 2      |
| Totale carriera          | Totale carriera          | Totale carriera          | 87         | 17         |                 | 11              | 2               |                    | 8                  | 2                  |             | 1           | 0           | 107    | 21     |

### Cronologia di presenze e reti in Nazionale
| Cronologia completa delle presenze e delle reti in nazionale ― Portogallo | Cronologia completa delle presenze e delle reti in nazionale ― Portogallo | Cronologia completa delle presenze e delle reti in nazionale ― Portogallo | Cronologia completa delle presenze e delle reti in nazionale ― Portogallo | Cronologia completa delle presenze e delle reti in nazionale ― Portogallo | Cronologia completa delle presenze e delle reti in nazionale ― Portogallo | Cronologia completa delle presenze e delle reti in nazionale ― Portogallo | Cronologia completa delle presenze e delle reti in nazionale ― Portogallo |
| Data                                                                      | Città                                                                     | In casa                                                                   | Risultato                                                                 | Ospiti                                                                    | Competizione                                                              | Reti                                                                      | Note                                                                      |
| ------------------------------------------------------------------------- | ------------------------------------------------------------------------- | ------------------------------------------------------------------------- | ------------------------------------------------------------------------- | ------------------------------------------------------------------------- | ------------------------------------------------------------------------- | ------------------------------------------------------------------------- | ------------------------------------------------------------------------- |
| 31-3-2015                                                                 | Estoril                                                                   | Portogallo                                                                | 0 – 2                                                                     | Capo Verde                                                                | Amichevole                                                                | -                                                                         | 65’                                                                       |
| 11-10-2015                                                                | Belgrado                                                                  | Serbia                                                                    | 1 – 2                                                                     | Portogallo                                                                | Qual. Euro 2016                                                           | -                                                                         | 82’                                                                       |
| 14-11-2015                                                                | Krasnodar                                                                 | Russia                                                                    | 1 – 0                                                                     | Portogallo                                                                | Amichevole                                                                | -                                                                         | 73’                                                                       |
| 17-11-2015                                                                | Lussemburgo                                                               | Lussemburgo                                                               | 0 – 2                                                                     | Portogallo                                                                | Amichevole                                                                | 1                                                                         | 69’                                                                       |
| Totale                                                                    |                                                                           | Presenze                                                                  | 4                                                                         |                                                                           | Reti                                                                      | 1                                                                         |                                                                           |

## Palmarès

### Club

#### Competizioni nazionali
- Coppa del Portogallo: 1

Vitória Guimarães: 2012-2013
- Campionato portoghese: 1

Porto: 2017-2018